# غدير زايد
غدير زايد (9 نوفمبر 1990-) مذيعة وممثلة عمانية و مقدمة برامج في تلفزيون سلطنة عمان وقناة مجان العمانية. 

## حياتها
خريجة المعهد العالي الفنون المسرح بدأت مشوارها الاعلامي عام 2007 من خلال مشاركتها في تقديم برنامج مهرجان مسقط السياحي، واستمرت في تقديمه لأربع سنوات، ومن ثم قدمت برامج متنوعة وشبابية، وآخر ما قدمته كان برنامج ليالي صلالة في مهرجان خريف صلالة السياحي، ثم انتقلت إلى الدراما التلفزيونية من خلال مشاركتها في مسلسل كعب عالي من إخراج خالد الرفاعي، قدمت برنامج ليل الشعر على قناة البوادي الكويتية.

## أعمالها

### المسرحيات
- المظاهرة (حرية المدينة)
- الطبيب رغماً عنه
- اغتصاب
- المكتبة
- بشت المدير
- مملكة الطيور
- الرجل الذي تحول إلى تشيخوف

### المسلسلات
- عطر الروح
- البطران
- المسافات
- خمس خوات
- حرب القلوب
- كعب عالي
- الديرفة
- عافك الخاطر
- الناموس
- حوبتي
- حبي الباهر